# Старий Брус
Старий Брус (пол. Stary Brus) — село в Польщі, у гміні Старий Брус Володавського повіту Люблінського воєводства.
Населення — 414 осіб (2011).

## Назва
Понад півтисячоліття село називалося Брус, але поява в міжвоєнний період на схід від села на розпарцельованих поміщицьких землях колонії Новий Брус зумовила зміну назви села після Другої світової війни.

## Історія
Давнє українське село Холмщини. Вперше згадується у 1485 р. у холмських гродських книгах.
У 1807 р. власник місцевого фільварку Кароль Дубецький змурував церкву, через негативне ставлення царизму до греко-католицької церкви змушений був утримувати священика власним коштом. У 1835 р. церкву пошкодила блискавка, а наступного року Рох Доленга Ясенський придбав фільварок і відбудував церкву, утримував своїм коштом священика. У 1867 р. царський уряд приєднав церкву до офіційної структури Холмської єпархії, щоб через 8 років її насильно передати Російській православній церкві. Як і в решті Холмщини частина населення спротивилась насиллю і поповнила ряди інших конфесій. У 1880 р. з 940 мешканців було 620 православних, 180 римо-католиків, 130 протестантів і 10 юдеїв, село входило до волості (ґміни) Турно Володавського повіту.
За даними етнографічної експедиції 1869—1870 років під керівництвом Павла Чубинського, у селі Брус переважно проживали греко-католики, які розмовляли українською мовою. У 1917—1918 роках у селі діяла українська школа.
Негативно на селі відбилась застосована російською армією під час Першої світової війни тактика випаленої землі — при відступі повністю спалювали села і зганяли українське населення углиб Російської імперії, тому в 1921 р. село налічувало вже лише 488 мешканців (311 православних, 148 римо-католиків і 29 юдеїв). Польська влада після окупації наприкінці 1918 р. Холмщини зігнорувала права й інтереси більшості жителів і силоміць забрала церкву під костел. Як і на всіх окупованих українських землях проводилась колоніальна політика заселення поляками-осадниками.
20 серпня 1927 р. волость перейменована на «ґміна Волосковоля» у зв'язку з тим, що центр волості перенесено з Турно до Волосковолі.
У 1939—1941 рр. у місцевій школі Михайло Дяченко викладав українську мову й історію України, разом зі старшою молоддю організував аматорський гурток, який з виставами їздив сусідніми селами.
У 1943 році в селі мешкало 446 українців та 269 поляків.
Після Другої світової війни українське населення піддане етноциду польською владою.
У 1975—1998 роках село належало до Холмського воєводства. На зламі 1980-1990-х років у селі прокладені водопровідна і каналізаційна мережі.

## Демографія
Демографічна структура станом на 31 березня 2011 року:
|          | Загалом | Допрацездатний вік | Працездатний вік | Постпрацездатний вік |
| -------- | ------- | ------------------ | ---------------- | -------------------- |
| Чоловіки | 204     | 38                 | 150              | 16                   |
| Жінки    | 210     | 41                 | 123              | 46                   |
| Разом    | 414     | 79                 | 273              | 62                   |